# 鈴木本一郎
鈴木 本一郎（すずき もといちろう、1935年12月12日 - ）は、日本の俳優、シニアモデル。
Dreave's所属。トラベルライター。元朝日新聞社社員。元編集者。

## 来歴
静岡県出身。1954年、静岡県立静岡高等学校卒業。立教大学卒業。朝日新聞社入社。関連会社社員（新聞社にて監査役など）を経て退職。
長年、野生動物保護運動に携わる。機関紙 Nipponia Nippon（トキの雑誌）編集長（15年間）。ハワイ大学と共同でハワイ語の「生物の手引き」編纂。現在、サモア語編纂中。特技はウクレレ演奏、経理。趣味は、鉄道模型修理、読書、音楽鑑賞(ハワイアン・カントリー)、アロハシャツ集め。

## 出演

### テレビドラマ
- 2014  「願望写真」 釣り人役 津田寛治監督（CX ）
- 2014　ドラマ24「玉川区役所 of THE DEAD」 3・8・9・10・12話出演 凛（ﾋﾛｲﾝ）の祖父（ゾンビ化したおじいさん）役　河原雅彦監督（TX ）
- 2015  「HIGH＆LOW」 一番風呂の常連客　（NTV）
- 2016  「僕のヤバイ妻　①～僕の殺したい妻～」（関西ＴＶ） お金の交換に協力する一般人役  三宅喜重監督
- 2016　土曜ドラマ24 昼のセント酒　⑥」 井川尊史監督　1人５役　（TX ）
- 2017  「ウルトラマンジード」第６話　取材に答えるお爺さん役（TX）
- 2017  「コードネーム　ミラージュ」街頭演説を聞くお爺さん
- 2018  「警視庁・機動捜査隊216」田嶋正治役　児玉宜久監督（TBS）
- 2020  「ルパンの娘」マツ役の泥棒役 武内英樹監督（CX）
- 2020　Eテレ「もっと伝わる！即レス英会話」自治会会長役（NHK）

### 海外ドラマ
- 2021　ハリウッド共同制作オリジナルドラマ『TOKYO VICE』 マイケル・マン監督　 園田清志役（認知症の老人）（WOWOWほか）2022年OA

### 映画
- 2013 「テルマエロマエⅡ」 武内英樹監督
- 2013 「暗黒映像」 釣り人役 石井良和監督
- 2015 「残穢」 炭鉱夫の家族役 中村義洋監督
- 2015 「ドーター/daughter」緑のおじさん役 たかせしゅうほう監督
- 2015 「KASHIMA～海ガメの約束」 漁師の長老役 倉谷宣緒監督
- 2016 「闇金ドッグスPart2」 スナックの客役 土屋哲彦監督
- 2016 「彼らが本気で編むときは」 老人ホーム入居老人役 荻上直子監督

### CM他
- 2015　マネックス証券 WebCM
- 2018　亀田製菓　おせんべい　TVCM　終了
- 2018　AiiA 乃木リズムフェスティバル 「西野七瀬篇」 TVCM 警備員役（2018.3.9～１年）終了
- 2021　ケツメイシ「ケツノパラダイス」＃時代は変わる篇　TVCM　終了

### アドバイザー
- 熱中夜話（ＮＨＫ）・・・ハワイアドバイザー